# 敖江
敖江，又称岱江，为福建省第六大河流，是闽东独立水系。发源于古田县东北部鹫峰山脉，流经罗源县至连江县小沧畲族乡、潘渡乡、敖江镇、凤城镇，在浦口镇与东岱镇注入东海。干流全长137公里，流域面积2665平方公里，县内流程63公里，流域面积720.1平方公里，年径流量27.67亿立方米。河道天然落差98米。境内有牛溪和财溪为敖江支流。
- 牛溪发源于罗源县，流经蓼沿溪、朱公溪、牛溪，在潘渡乡陀市汇入敖江干流。在连江县境内流程36公里，流域面积271.3平方公里。河道天然落差200米。牛溪流域又有花园溪、新洋溪、鹅头溪、双头坝溪等4条分支流。
- 财溪源出长龙镇，流程16.6公里，在幕浦汇入敖江干流，流域面积44.5平方公里。河道天然落差457.8米。